# Brod (Bosnie-Herzégovine)
Pour les articles homonymes, voir Brod.
Brod (en serbe cyrillique : Брод) est une ville et une municipalité de Bosnie-Herzégovine située dans la république serbe de Bosnie. Selon les premiers résultats du recensement bosnien de 2013, la ville intra muros compte 8 563 habitants et municipalité 17 943.
La ville est également connue sous les noms de Sprski Brod et de Bosanski Brod.

## Géographie
Brod est située au nord de la Bosnie-Herzégovine et de la république de Serbie, sur la rive droite de la Save. Sur l'autre rive se trouve la ville de Slavonski Brod, en Croatie. En Bosnie-Herzégovine, la municipalité est entourée par celles de Derventa, Doboj et Modriča au sud et par celles de Vukosavlje et Odžak à l'est.

## Histoire
Brod est mentionnée pour la première fois en 1691 sous le nom de Turca Brodienses (Turski Brod). Les Ottomans y avaient construit une forteresse pour protéger la frontière de leur empire. La ville passa ensuite entre les mains des Autrichiens et elle connut un essor important, notamment avec la construction d'une voie de chemin de fer en 1896-1897 ; c’est sur cette ligne, à proximité de Brod, qu’Agatha Christie situe l’action de son roman Le Crime de l'Orient-Express mettant en scène son célèbre personnage du détective Hercule Poirot.

## Localités

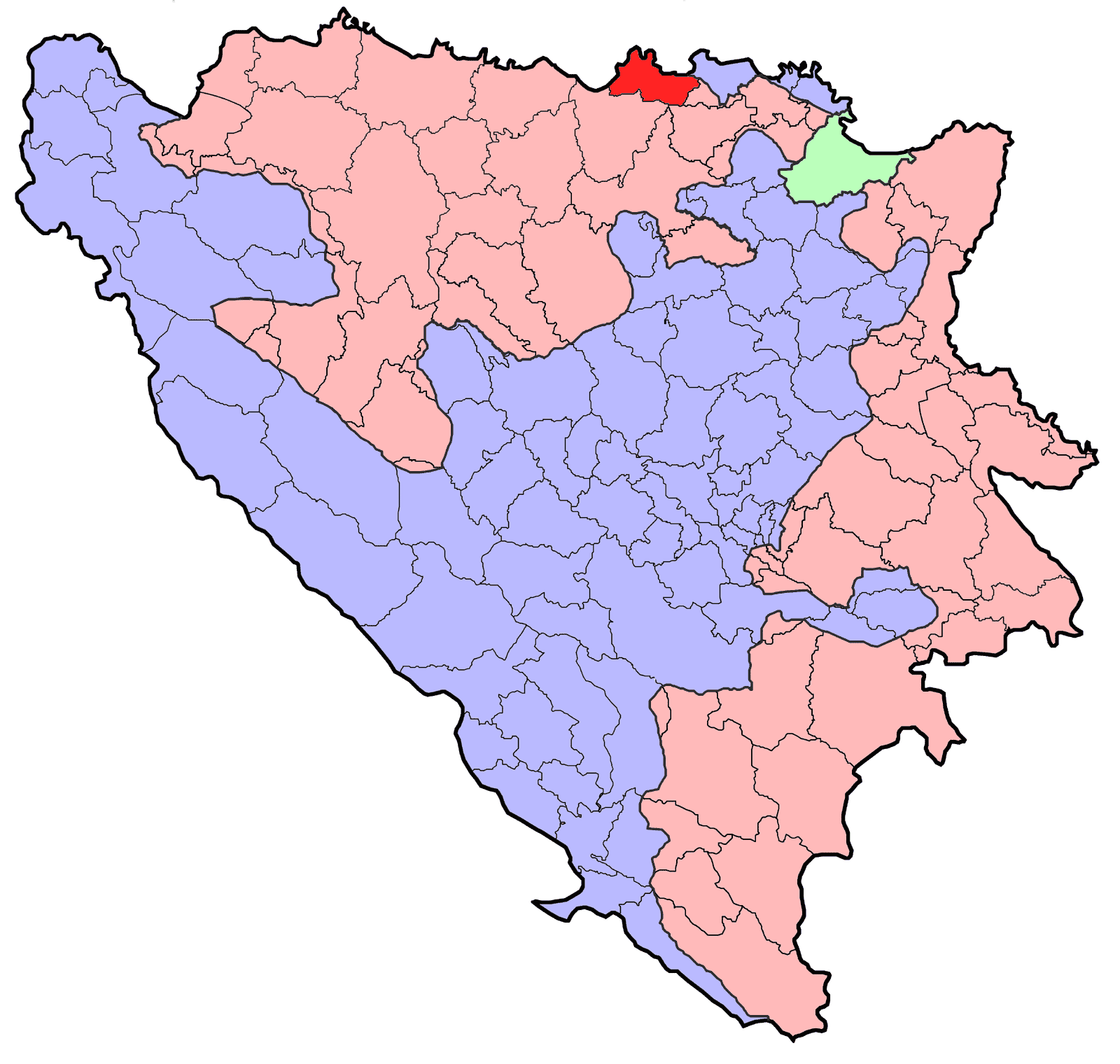
Localisation de la municipalité de Bosanski Brod en Bosnie-Herzégovine

La municipalité de Brod compte 23 localités :
| - Brod - Brusnica Mala - Brusnica Velika - Donja Barica - Donja Močila - Donja Vrela - Donje Kolibe - Donji Klakar - Gornja Barica - Gornja Močila - Gornja Vrela - Gornje Kolibe | - Gornji Klakar - Grk - Koraće - Kričanovo - Kruščik - Liješće - Novo Selo - Sijekovac - Unka - Vinska - Zborište |

Après la guerre de Bosnie-Herzégovine et à la suite des accords de Dayton, une partie de la localité de Brusnica Mala a été rattachée à la municipalité d'Odžak, intégrée à la fédération de Bosnie-et-Herzégovine.

## Démographie

### Villeintra muros

#### Évolution historique de la population dans la villeintra muros
| 1948  | 1953  | 1961  | 1971   | 1981   | 1991   | 2013  |
| ----- | ----- | ----- | ------ | ------ | ------ | ----- |
| 4 993 | 5 329 | 7 350 | 10 003 | 12 506 | 14 098 | 8 563 |

|  |

### Municipalité

#### Évolution historique de la population dans la municipalité
| 1971   | 1981   | 1991   | 2013   |
| ------ | ------ | ------ | ------ |
| 30 115 | 32 286 | 34 138 | 17 943 |

#### Répartition de la population par nationalités dans la municipalité (1991)
En 1991, sur un total de 34 138 habitants, la population se répartissait de la manière suivante :

## Politique
À la suite des élections locales de 2012, les 25 sièges de l'assemblée municipale se répartissaient de la manière suivante :
| Parti                                                     | Sièges |
| --------------------------------------------------------- | ------ |
| Alliance des sociaux-démocrates indépendants (SNSD)       | 5      |
| Parti démocratique serbe (SDS)                            | 3      |
| Parti démocratique (DP)                                   | 3      |
| Union démocratique croate de Bosnie-Herzégovine (HDZ BiH) | 2      |
| Parti du progrès démocratique (PDP)                       | 2      |
| Parti socialiste (SP)                                     | 2      |
| Parti social-démocrate (SDP)                              | 1      |
| Alliance démocratique nationale (DNS)                     | 1      |
| Parti national Le travail pour l'amélioration (NSRB)      | 1      |
| Parti national Mouvement pour Brod (NSPB)                 | 1      |
| Députés indépendants                                      | 4      |

Ilija Jovičić, membre de l'Alliance des sociaux-démocrates indépendants (SNSD), a été élu maire de la municipalité.

## Économie
Brod possède une grande raffinerie de pétrole.

## Personnalités
- Duško Trifunović, écrivain pour les enfants et poète
- Sead Mašić, footballeur
- Edin Mujčin, footballeur
- Ljupko Petrović, entraîneur de football
- Zdravko Zovko, entraîneur de handball
- Ljiljana Molnar-Talajić, cantatrice
- Žarko Vidović, Partisan yougoslave